# Carroll Avenue
Carroll Avenue è una strada del quartiere di Angelino Heights, a Los Angeles, negli Stati Uniti d'America.
Diverse residenze di Carroll Avenue vennero inserite, specie tra gli anni sessanta e settanta, tra i Los Angeles Historic-Cultural Monument. Nel 1976 venne inserita nel National Register of Historic Places.